# Liberapay
Liberapay es una organización sin ánimo de lucro fundada en 2015 en Francia por los programadores Changaco y Zatalyz que proporciona un servicio de micromecenazgo para equipos, organizaciones e individuos.
Liberapay se formó como un  fork de Gratipay, después de que ese último tuviera problemas legales; así, trata de adaptarse a los marcos legales de la  Unión Europea.
El servicio no cobra comisiones, aparte de las requeridas por sus procesadores de pago; en cambio, financia su  propia actividad a través de donaciones manejadas por el propio servicio, como si fuera un proyecto más.